# Kati Symvaini
Kati Symvaini är den cypriotiska artisten Anna Vissis album som kom ut år 1985.

## Låtlista
1. Kati Simveni
2. Ti Exo Na Xaso
3. Ki Omos Exeis Figi
4. Agapa Me
5. Otan Thartheis
6. Dodeka
7. San Ke Mena Kammia
8. O,ti Ki An Pis
9. Ke Se Girevo
10. Pali Xorizoume